# Wayne Kreklow
Wayne R. Kreklow (Neenah, Wisconsin, 4 de enero de 1957) es un exjugador de baloncesto y entrenador de voleibol estadounidense que disputó una temporada en la NBA. Con 1,93 metros de estatura, jugaba en la posición de base. Entre 2005 y 2018 fue el entrenador del equipo femenino de voleibol de la Universidad de Misuri.

## Trayectoria deportiva

### Universidad
Jugó durante cuatro temporadas con los Bulldogs de la Universidad de Drake, en las que promedió 13,5 puntos, 3,9 rebotes y 2,6 asistencias por partido. En su última temporada fue incluido en el mejor quinteto de la Missouri Valley Conference, mientras que en la temporada anterior lo hizo en el segundo equipo.

### Profesional
Fue elegido la quincuagésimo tercera posición del Draft de la NBA de 1979 por Boston Celtics, donde fue despedido antes del comienzo de la temporada, pero repescado al inicio de la siguiente. Jugó 25 partidos, apenas 4 minutos en cada uno de ellos, promediando 1,2 puntos.

### Entrenador de voleibol
Comenzó como entrenador de baloncesto en un high school de Iowa en 1986, para en 1989 pasarse al voleibol como asistente en la Universidad de Misuri, donde estuvo 3 años, marchando en 1990 al Columbia College, donde permaneció 10 temporadas. En 2000 regresó a Misuri, para hacerse cargo como entrenador principal del equipo femenino, puesto que ocupa en la actualidad.

## Estadísticas de su carrera en la NBA

### Temporada regular
| Temporada | Edad | Equipo         | Liga | P  | TIT | MIN | TC  | TCA | %TC  | 3P  | 3PA | %3P  | TL  | TLA | %TL  | R.OF. | R.DEF. | REB | ASIS | ROB | TAP | PER | FP  | PTS |
| 1980-81   | 24   | Boston Celtics | NBA  | 25 | 0   | 4.0 | 0.4 | 1.9 | .234 | 0.0 | 0.2 | .250 | 0.3 | 0.4 | .700 | 0.1   | 0.4    | 0.5 | 0.4  | 0.1 | 0.0 | 0.4 | 0.8 | 1.2 |
| Total     |      |                | NBA  | 25 | 0   | 4.0 | 0.4 | 1.9 | .234 | 0.0 | 0.2 | .250 | 0.3 | 0.4 | .700 | 0.1   | 0.4    | 0.5 | 0.4  | 0.1 | 0.0 | 0.4 | 0.8 | 1.2 |